# Rimedi fitoterapici
I rimedi fitoterapici possono essere una o più sostanze di origine vegetale, registrate come farmaci, dotate cioè di regolare autorizzazione all’immissione in commercio oppure estratti vegetali registrati nella farmacopea che contengono un complesso di sostanze attive, in forma di preparati galenici, per i quali è il farmacista a garantire sicurezza e qualità delle materie prime utilizzate, ma anche dei prodotti a base di erbe che invece appartengono al mondo degli integratori e dei prodotti erboristici in senso lato. In quest'ultimo caso la norma prescrive chiaramente che integratori e prodotti erboristici non possano essere commercializzati con finalità terapeutiche; ciò nonostante, prevalentemente per automedicazione nell'ambito della medicina alternativa e della medicina popolare, questi integratori e prodotti erboristici sono utilizzati come rimedi fitoterapici.
L'utilizzo di rimedi fitoterapici non registrati come farmaci o nella Farmacopea, pur essendo una pratica millenaria e spesso considerata sicura in quanto "naturale", comporta dei rischi, soprattutto quando questi prodotti non sono sottoposti ai rigorosi controlli di qualità e sicurezza previsti per i farmaci o con la supervisione del farmacista.
I principali rischi sono:
- Purezza e identità del prodotto:
  - Contaminazioni: Le piante possono essere contaminate da pesticidi, metalli pesanti o altre sostanze nocive durante la coltivazione, la raccolta o la lavorazione.
  - Sostanze adulteranti: Alcuni produttori potrebbero aggiungere sostanze sintetiche per potenziare l'effetto del prodotto, senza indicarlo in etichetta.
  - Errori di identificazione: Una errata identificazione della pianta può portare alla somministrazione di una specie diversa con effetti indesiderati o tossici.
- Variabilità della composizione:
  - Influenza ambientale: La composizione chimica delle piante può variare a seconda del terreno, del clima, del periodo di raccolta e di altre condizioni ambientali.
  - Processi di lavorazione: I diversi metodi di essiccazione, macinazione o estrazione possono influenzare la concentrazione dei principi attivi.
- Assenza di dati scientifici:
  - Efficacia non dimostrata: Molti rimedi fitoterapici non sono stati sottoposti a studi clinici rigorosi per dimostrarne l'efficacia nel trattamento di specifiche patologie.
  - Interazioni farmacologiche sconosciute: L'assunzione contemporanea di fitoterapici e farmaci può provocare interazioni pericolose, aumentando o diminuendo l'effetto di uno o dell'altro.
- Mancanza di standardizzazione:
  - Dosis variabili: La concentrazione dei principi attivi può variare notevolmente da un prodotto all'altro, rendendo difficile stabilire a che dose il prodotto è sicuro ed efficace.
  - Forme farmaceutiche non standardizzate: Le preparazioni artigianali possono presentare una variabilità significativa in termini di qualità e sicurezza.

In fitoterapia e farmacognosia si usano i termini droga e rimedio al posto di farmaco. "Droga" è inteso come parte della pianta medicinale (radice, foglia, frutto, ecc..) o la pianta intera che viene utilizzata a fini terapeutici perché contiene assieme a sostanze inerti o di scarso interesse farmacologico, principi attivi capaci di esplicare un'azione farmacologica.

## Tipi di somministrazione
Una pianta o una droga diventa un rimedio o un farmaco tramite preparazione galenica, eseguito:
- dall'utente (per esempio una tisana, infuso),
- dall'erborista per esempio una tintura o
- dal farmacista (per esempio un preparato magistrale).

La ricetta medica descrive gli ingredienti, la preparazione e l'applicazione di un rimedio o farmaco. Ricette mediche individuali (non confezionate, che bisogna preparare per uno specifico cliente) si chiamano anche ricette magistrali.
Il rimedio fitoterapico può essere somministrato come:
- Infusi e Tisane: Piante secche immerse in acqua calda per estrarre i principi attivi idrosolubili.
- Decotti: Le piante sono bollite in acqua per un periodo prolungato. Spesso utilizzati per radici e cortecce dure.
- Tinture: Estratti liquidi di piante immerse in alcol. Consentono una maggiore concentrazione dei principi attivi.
- Estratti Secchi: Piante essiccate e polverizzate. Possono essere incapsulate o compresse in compresse.
- Oli Essenziali: Estratti concentrati ottenuti da distillazione. Utilizzati principalmente per aromaterapia o applicazioni topiche.
- Unguenti e Creme: Preparazioni topiche per uso esterno, utili per condizioni cutanee.
- Sciroppi: Estratti di piante mescolati con zucchero o miele, spesso usati per tosse e raffreddori.
- Succhi Freschi: Estratti di piante fresche, da bere subito per preservare i principi attivi.

## Selezione di rimedi fitoterapici
A fronte di migliaia di specie vegetali con attività biologica classificate nei database di etnobotanica diverse autorità sanitarie hanno cercato di standardizzare i principali rimedi fitoterapici riconosciuti dalla medicina.
Questi vengono normalmente riportati in latino specificando il nome botanico della pianta e la parte utilizzata nel rimedio fitoterapico.

### Rimedi fitoterapici supportati da dati clinici
Bulbus Allii Cepae, Bulbus Allii Sativi, Aloe, Herba Andrographidis, Radix Angelicae Sinensis, Herba Centellae, Flos Chamomillae, Rhizoma Cimicifugae Racemosae, Folium cum Flore Crataegi, Rhizoma Curcumae Longae, Radix Echinaceae, Herba Echinaceae Purpureae, Radix Eleutherococci, Herba Ephedrae, Cortex Frangulae, Radix Ginseng, Folium et Cortex Hamamelidis, Semen Hippocastani, Herba Hyperici, Aetheroleum Melaleucae Alternifoliae, Folium Melissae, Aetheroleum Menthae Piperitae, Folium Ocimi Sancti, Oleum Oenotherae Biennis, Rhizoma Piperis Methystici, Semen Plantaginis, Cortex Pruni Africanae, Cortex Rhamni Purshianae, Radix Rauwolfiae, Rhizoma Rhei, Folium Sennae, Fructus Sennae, Fructus Serenoae Repentis, Fructus Silybi Mariae, Herba Tanaceti Parthenii, Radix Urticae, Radix Valerianae, Rhizoma Zingiberis

### Rimedi fitoterapici inseriti nelle Farmacopee e riconosciuti dalla medicina
Bulbus Allii Cepae, Bulbus Allii Sativi, Aloe Vera Gel, Radix Althaeae, Herba Andrographidis, Radix Angelicae Sinensis, Radix Astragali, Radix Bupleuri, Fructus Bruceae, Flos Calendulae, Flos Caryophylli, Herba Centellae, Flos Chamomillae, Rhizoma Cimicifugae Racemosae, Cortex Cinnamomi, Rhizoma Coptidis, Folium cum Flore Crataegi, Rhizoma Curcumae Longae, Radix Eleutherococci, Herba Ephedrae, Aetheroleum Eucalypti, Folium Eucalypti, Cortex Frangulae, Folium Ginkgo, Radix Ginseng, Radix Glycyrrhizae, Folium et Cortex Hamamelidis, Semen Hippocastani, Herba Hyperici, Aetheroleum Melaleucae Alternifoliae, Folium Melissae, Aetheroleum Menthae Piperitae, Folium Menthae Piperitae, Folium Ocimi Sancti, Oleum Oenotherae Biennis, Radix Paeoniae, Rhizoma Piperis Methystici, Semen Plantaginis, Radix Platycodi, Cortex Rhamni Purshianae, Radix Rauwolfiae, Flos Sambuci, Radix Senegae, Fructus Serenoae Repentis, Fructus Silybi Mariae, Herba Thymi, Radix Urticae, Folium Uvae Ursi, Radix Valerianae, Rhizoma Zingiberis.

## Indicazioni fitoterapiche
Sono elencate in ordine alfabetico alcune indicazioni.

### Astringenti
Sono per lo più sostanze che causano una contrazione dei tessuti biologici modificando la struttura secondaria delle proteine.
Rimedi terapeutici con questa indicazione possono essere ricavati ad esempio dalle seguenti piante: Hamamelis virginiana, Melograno, Chinino, Henné.

### Amari
Sostanza che si lega ai recettori dell'amaro sulla lingua.
Gli amaricanti aumentano la secrezione gastrica (prima dei pasti). Una parte sono anche epatici.
Rimedi terapeutici con questa indicazione possono essere ricavati ad esempio dalle seguenti piante: Carciofo, Luppolo, Rabarbaro, Tamarindo.

### Analgesici
Un analgesico, o antidolorifico, attenua o elimina la sensibilità al dolore senza perdita di conoscenza.
Rimedi terapeutici con questa indicazione possono essere ricavati ad esempio dalle seguenti piante
Gli analgesici possono essere così categorizzati:
- Analgesici ad azione centrale: oppio; Cannabis sativa; Aconitum napellus; Gelsemium sempervirens; Piscidia piscipula
- Analgesici ad azione periferica: Cannabis sativa; Capsicum spp.
- Analgesici ad azione antemicranica: Tanacetum parthenium; Petasites hybridus; Cannabis sativa.

Gli analgesici che possono essere caratterizzati a seconda delle loro azioni:
- Azione sull'innervazione sensoriale o afferente (anestetici locali, controirritanti): cocaina dalla Erythroxylon coca; Capsicum spp.; Aconitum napellus; oli essenziali rubefacenti; piante a isotiocianati
- Azione sui mediatori periferici (analgesici antinfiammatori/antipiretici): salicilati di olmaria, salice, pervinca e altri; Harpagophytum procumbens; Piscidia piscipula; Cannabis sativa; Aconitum napellus
- Azione sul sistema nervoso somatico (antispasmodici anticolinergici): tubocurarina; Corydalis cava; Evodia rutaecarpa
- Azione sul sistema nervoso autonomo (antispasmodici)
  - sul sistema nervoso simpatico (antiadrenergici): Rauvolfia spp - reserpina
  - sul sistema nervoso parasimpatico (anticolinergici): alcaloidi tropanici; Gelsemium sempervirens; Piscidia piscipula; Anemone pulsatilla.

### Antielmintici
Un antielmintico è una sostanza che uccide o facilita l'espulsione di parassiti intestinali.
Rimedi terapeutici con questa indicazione possono essere ricavati ad esempio dalle seguenti piante: tanaceto, Aneto.

### Anticatarrali
Gli anticatarrali agiscono verso l'eccesso di secrezione mucotica.
Rimedi terapeutici con questa indicazione possono essere ricavati ad esempio dalle seguenti piante: Eucalipto, Alloro.

### Ipocolesterolomizzanti
Sono quelle piante medicinali che permetto di tenere sotto controllo i livelli plasmatici di colesterolo.
Rimedi terapeutici con questa indicazione possono essere ricavati ad esempio dalle seguenti piante: Aglio, Cipolla, Carciofo, Fieno greco, fitosteroli, guggul.

### Antiemetici
Un antiemetico è una sostanza che previene o elimina la nausea e il vomito. Rimedi terapeutici con questa indicazione possono essere ricavati ad esempio dalle seguenti piante: Salvia, tanaceto, Rosmarino.

### Antipertensivi
Un antipertensivo è una sostanza che contrasta, con vari meccanismi, l'aumento patologico della pressione arteriosa.
Rimedi terapeutici con questa indicazione possono essere ricavati ad esempio dalle seguenti piante: Aglio, Melograno, Cassia.

### Antinfiammatori
Un antinfiammatorio attenua o elimina una infiammazione. Rimedi terapeutici con questa indicazione possono essere ricavati ad esempio dalle seguenti piante: Incenso, Origano, Basilico, Salice.

### Antipiretici
Un antipiretico è una sostanza che abbassa la febbre. Rimedi terapeutici con questa indicazione possono essere ricavati ad esempio dalle seguenti piante: Salice, Cannella, Basilico.

### Antimicrobici
Gli antimicrobici sono sostanza che uccido o inibiscono la proliferazione dei batteri e dei funghi. Rimedi terapeutici con questa indicazione possono essere ricavati ad esempio dalle seguenti piante: Soia, Melaleuca, Oli essenziali.
Praticamente tutti gli oli essenziali con un'alta concentrazione di composti aromatici hanno una attività antimicrobica.

### Cardiotonici
I cardiotonici sono sostanze che migliorano la contrazione cardiaca aumentandone il rendimento. Rimedi terapeutici con questa indicazione possono essere ricavati ad esempio dalle seguenti piante: Peperone, Roibos, The.

### Carminativi
Un carminativo è una sostanza utilizzata per favorire e regolare l'espulsione dei gas intestinali (flatulenza). Rimedi terapeutici con questa indicazione possono essere ricavati ad esempio dalle seguenti piante: Aneto, Origano, Cumino.

### Colagoghi
Un colagogo stimola il flusso delle vie biliari. Rimedi terapeutici con questa indicazione possono essere ricavati ad esempio dalle seguenti piante: Alloro, Curcuma.

### Diaforetici
I diaforetici aumentano la sudorazione. Rimedi terapeutici con questa indicazione possono essere ricavati ad esempio dalle seguenti piante: Peperone, cannella, menta.

### Diuretici
I diuretici aumentano l'escrezione urinaria tramite diversi meccanismi.
Rimedi terapeutici con questa indicazione possono essere ricavati ad esempio dalle seguenti piante: Tarassaco, Prezzemolo, Achillea, Ibisco.

### Emmenagoghi
Gli emmenagoghi promuovono le mestruazioni.
Rimedi terapeutici con questa indicazione possono essere ricavati ad esempio dalle seguenti piante: Tarassaco, Prezzemolo, Achillea, Ibisco.

### Emollienti
Gli emollienti idratano il derma e/o la mucosa. Rimedi terapeutici con questa indicazione possono essere ricavati ad esempio dalle seguenti piante: Noce moscata (Aconito), Grassi vegetali (tutti gli oli vegetali applicati sulla pelle, contribuendo a costituire il film idrolipidico hanno una azione emolliente).

### Emostatici
Gli emostatici sono astringenti che applicati esternamente aiutano a fermare delle piccole emorragie superficiali. Rimedi terapeutici con questa indicazione possono essere ricavati ad esempio dalle seguenti piante: Ibisco, Liquerizia.

### Emetici
Gli emetici provocano il vomito. Rimedi terapeutici con questa indicazione possono essere ricavati ad esempio dalle seguenti piante: Angelica, Aneto.

### Epatici
Gli epatici regolano le attività metaboliche del fegato, promuovono la proliferazione del tessuto epatico e regolano la produzione biliare. Rimedi terapeutici con questa indicazione possono essere ricavati ad esempio dalle seguenti piante: cardo santo, carduus marianus, curcuma, carciofo, tarassaco, assenzio, rosmarino, Alloro, Eucalipto.

### Espettoranti
Gli espettoranti aumentano la produzione di muco. Rimedi terapeutici con questa indicazione possono essere ricavati ad esempio dalle seguenti piante: Origano, Eucalipto, Alloro, Basilico.

### Ipnotici
Gli ipnotici sono sostanze che inducono il sonno (direttamente o tramite sedazione centrale o meccanismi distensivi). Rimedi terapeutici con questa indicazione possono essere ricavati ad esempio dalle seguenti piante: Oppio, Valeriana, Prezzemolo, Basilico, Lattuga, melissa.

### Lassativo-purganti
I lassativo-purganti rimediano la stitichezza promuovendo lo svuotamento degli intestini tramite diversi meccanismi. Rimedi terapeutici con questa indicazione possono essere ricavati ad esempio dalle seguenti piante: tarassaco, olio di ricino, aloe, Ibisco, Melograno.

### Rubefacenti
I rubefacenti stimolano la pelle (derma) irritandola o agendo sui recettori vanilloidi provocano un incremento dell'irrorazione sanguigna locale. Rimedi terapeutici con questa indicazione possono essere ricavati ad esempio dalle seguenti piante: zenzero, aglio, Paprica, peperoncino, Menta, senape.

### Sedativo
I sedativi influiscono sul sistema nervoso e/o sul sistema ormonale in modo calmante. Rimedi terapeutici con questa indicazione possono essere ricavati ad esempio dalle seguenti piante: valeriana, scutellaria, leonurus, melissa, luppolo, iperico, camomilla, lobelia, passiflora, dioscorea, Papaver rhoeas, canapa.

### Vulnerario
I vulnerari, ovvero cicatrizzanti, promuovono la guarigione e la cicatrizzazione delle ferite. Rimedi terapeutici con questa indicazione possono essere ricavati ad esempio dalle seguenti piante: Echinacea, Iperico, Hamamelis, Achillea, Fico, Noce moscata.

## Sitografia
- (EN) 1992-2016. Dr. Duke's Phytochemical and Ethnobotanical Databases, su U.S. Department of Agriculture, Agricultural Research Service, DOI:10.15482/USDA.ADC/123927.